# Iris Runge
Iris Anna Runge (* 1. Juni 1888 in Hannover; † 27. Januar 1966 in Ulm) war eine deutsche angewandte Mathematikerin und Physikerin.

## Leben und Werk
Iris Runge war das älteste von sechs Kindern des Mathematikers Carl Runge. Sie studierte ab 1907 an der Universität Göttingen Physik, Mathematik und Geographie mit dem Ziel, Lehrerin zu werden. Sie hörte unter anderem bei ihrem Vater und ein Semester an der Ludwig-Maximilians-Universität München bei Arnold Sommerfeld, was zu einer ersten Veröffentlichung führte. Max Laue hielt um ihre Hand an, erhielt aber eine Absage. Nach dem Examen (Oberlehrerprüfung) 1912 lehrte sie an verschiedenen Schulen (Lyzeum Göttingen, Lyzeum Kippenberg Bremen), ging aber 1918 wieder an die Universität, um Chemie zu studieren, worin sie 1920 die Ergänzungsprüfung für das Lehramt ablegte und 1921 bei Gustav Tammann promoviert wurde (Über Diffusion im festen Zustande). In der Umbruchsphase nach dem Ersten Weltkrieg war sie auch für die SPD im Wahlkampf aktiv, die damals das Frauenwahlrecht durchsetzte. Der Partei trat sie erst 1929 bei. 1920 ging sie als Lehrerin an die Schule Schloss Salem.
1923 gab sie den Lehrberuf auf und arbeitete bei Osram als Industriemathematikerin. Eine Kollegin von ihr war dort Ellen Lax, die 1919 bei Walther Nernst promoviert wurde. Dort befasste sie sich entsprechend den Produkten der Firma (Glühlampen, Rundfunkröhren) unter anderem mit Wärmeleitungsproblemen, Elektronenemission in Röhren und Statistik für Qualitätskontrolle in der Massenproduktion, worüber sie auch ein damaliges Standard-Lehrbuch mitverfasste. 1929 wurde sie zur Oberbeamtin ernannt. Ab 1929 war sie in der Abteilung Rundfunkröhren und wechselte nach der Angliederung der Abteilung an Telefunken 1939 mit in den neuen Konzern bis zur Auflösung des Labors 1945.
Nach 1945 unterrichtete sie zunächst an der Volkshochschule Spandau und war Hilfsassistentin an der Technischen Universität Berlin. 1947 habilitierte sie sich an der Humboldt-Universität Berlin (Antrittsvorlesung Über das Rauschen von Elektronenröhren), wobei ihr die Habilitationsthese aufgrund ihrer veröffentlichten Arbeiten erlassen wurde. 1947 erhielt sie einen Lehrauftrag und war bis 1949 Assistentin am Lehrstuhl für Theoretische Physik der Humboldt-Universität bei Friedrich Möglich. Im November 1949 wurde sie zur Dozentin ernannt und im Juli 1950 wurde sie Professorin mit Lehrauftrag. Sie war damals dort eine von drei Professorinnen an der Mathematisch-Naturwissenschaftlichen Fakultät. Ab März 1949 arbeitete sie auch halbtags wieder für Telefunken. 1952 emeritierte sie an der Humboldt-Universität, an der sie bis zum Sommersemester 1952 Vorlesungen über Theoretische Physik hielt. Sie wohnte bis 1965 in Westberlin und zog dann zu ihrem Bruder nach Ulm.
Sie übersetzte das Buch von Richard Courant (der mit einer ihrer Schwestern verheiratet war) und Herbert Robbins, Was ist Mathematik?, und schrieb eine Biographie ihres Vaters.

## Schriften
- mit Richard Becker, Hubert C. Plaut Anwendungen der mathematischen Statistik auf Probleme der Massenfabrikation, Springer Verlag 1927
- Carl Runge und sein wissenschaftliches Werk. Vandenhoeck und Ruprecht, Göttingen 1949 (Sonderdruck aus Abh. Akad. Wiss. Göttingen)